# Perbrinckia fido
Perbrinckia fido là một loài giáp xác trong họ Parathelphusidae. Chúng là loài đặc hữu của Sri Lanka.